# تشارلز هورمان
تشارلز إدموند لازار هورمان (15 مايو 1942 - 19 سبتمبر 1973) صحفي أمريكي ومخرج أفلام وثائقية. أُعدم في تشيلي في الأيام التي أعقبت انقلاب عام 1973 بقيادة الجنرال أوغستو بينوشيه الذي أطاح بالرئيس الاشتراكي سلفادور الليندي. أصبحت وفاة هورمان موضوعًا لفيلم بعنوان «مفقود»، للمخرج كوستا غافراس في عام 1982، لعب فيه الممثل جون شيا دور هورمان.
قضت محكمة تشيلية في يونيو من عام 2014، بأن السلطات الأمريكية لعبت دورًا «أساسيًا» في مقتل هورمان. وحُكم في يناير من عام 2015، على اثنين من مسؤولي المخابرات التشيلية السابقين بتهمة قتل تشارلز هورمان وفرانك تيروجي.

## سيرة حياته
ولد هورمان في مدينة نيويورك، والدته إليزابيث هورمان ووالده إدموند هورمان، وكان طفلهما الوحيد. التحق بمدرسة ألين ستيفنسون حيث أصبح طالبًا متفوقًا في اللغة الإنجليزية بالإضافة إلى كونه عازف تشيلو ممتاز. تخرّج من المدرسة في عام 1957، ليتخرج بعد ذلك من أكاديمية فيليبس إكستر بدرجة امتياز في عام 1960 وبدرجة امتياز مع مرتبة شرف من جامعة هارفارد في عام 1964، حيث كان رئيسًا لمجلة البندول الأدبية. أخرج تشارلز خلال مدة عمله في تلفزيون كينغ، في بورتلاند أوريغون، الفيلم الوثائقي القصير «نابالم» الذي فاز بالجائزة الكبرى في مهرجان كراكوف السينمائي في عام 1967.
كتب تشارلز عند عودته إلى مدينة نيويورك، مقالات لمجلاتٍ عدة في الولايات المتحدة مثل كومنتاري وذا نيشن، ولصحفٍ عديدة أخرى مثل كريستشن ساينس مونيتور بوصفه صحفي استقصائي. وعمل مراسلًا لمجلة إينوفيشين بين عامي 1968-1967.
احتج تشارلز ضد حرب فيتنام في المؤتمر الوطني الديمقراطي في شيكاغو، وسُرّح من الحرس الوطني الجوي برتبة شرف في عام 1969.
غادر تشارلز وزوجته جويس، مدينة نيويورك في ديسمبر من عام 1971، في رحلةٍ قادتهما في النهاية إلى تشيلي. درس الثنائي اللغة الإسبانية في كويرنافاكا في المكسيك في مدرسة إيفان إيليتش لمدة شهر، قبل توجههما جنوبًا عبر أمريكا الوسطى.
باع الزوجان العربة الخاصة التي كانا يسافران بها في بنما، وسافرا بالطائرة إلى ميديلين، كولومبيا. وصلا إلى سانتياغو في أواخر ربيع عام 1972 واستقرا مؤقتًا في سانتياغو، حيث عمل تشارلز كاتبًا مستقلًا.
في 16 سبتمبر من عام 1973، وبعد ستة أيام من الانقلاب العسكري، اعتقل جنود تشيليون هورمان واقتادوه إلى الاستاد الوطني في سانتياغو، الاستاد الذي كان قد حُوّل إلى معسكر اعتقال مؤقت أو ميداني. استُجوب السجناء وعُذّبوا وأُعدم العديد منهم. ظلَّ مكان جثمان هورمان مجهولًا بالنسبة للمسؤولين الأمريكيين لمدة تقارب الشهر بعد وفاته. ليتبين لاحقًا أنه أُعدم في 19 سبتمبر ودُفن جثمانه داخل جدار في الملعب الوطني، ليُنقل بعد ذلك إلى مشرحة في العاصمة التشيلية. ولقي الصحفي الأمريكي الثاني، فرانك تيروجي، مصيرًا مماثلًا.
كان هورمان في وقت الانقلاب العسكري، في منتجع فينيا ديل مار بالقرب من ميناء فالبارايسو، وهي قاعدة رئيسة لمدبري الانقلاب الأمريكيين والتشيليين. تكهن المسؤولون الأميركيون في ذلك الوقت بأن هورمان كان ضحية «بارانويا تشيلي»، لكنهم لم يفعلوا شيئًا للتدخل. ومن غير المرجح أن يكون هورمان قد قُتل دون علم أو إذن من وكالة المخابرات المركزية، وذلك وفقًا لأوراقٍ صدرت في عام 1999 بموجب قانون حرية المعلومات. قابل مسؤولو السفارة الأمريكية في سانتياغو، الجهود المبذولة لتحديد مصير هورمان بالمقاومة والازدواجية بدايةً.
تبرعت زوجته جويس ووالده إدموند هورمان بملفاتهما الشاملة المتعلقة بسعيهما لتحقيق العدالة، إلى مجموعة بنسون أمريكا اللاتينية في جامعة تكساس - أوستن. تشتمل المجموعة على ملفاتِ سيرة ومراسلات ووثائق طلب قانون حرية المعلومات ومقتطفات صحفية وملفات قضايا من دعوى جويس هورمان ضد هنري كيسنجر.

## تصوير القضية من خلال الكتب والأفلام والتلفزيون
حُوّلت قضية هورمان إلى فيلم هوليوود بعنوان «مفقود» في عام (1982)، من إخراج المخرج اليوناني كوستا غافراس. لعب دور البطولة الممثل جاك ليمون في دور والد هورمان، أما زوجته فلعبت دورها الممثلة سيسي سبيسك وهما يحاولان اكتشاف ما حدث لتشارلز. جسد دور هورمان نفسه الممثل جون شيا. يُصوَّر هورمان في هذا الفيلم على أنه تحدث مع العديد من العملاء الأمريكيين الذين ساعدوا الحكومة العسكرية التشيلية. ويزعم الفيلم أن اكتشاف هورمان لتواطؤ الولايات المتحدة في الانقلاب أدى إلى اعتقاله سرًا واختفائه وإعدامه. أُثبت التواطؤ الأمريكي في الانقلاب التشيلي لاحقًا، من خلال وثائق رُفعت السرية عنها خلال رئاسة كلينتون. أُخذ الفيلم عن كتاب بعنوان إعدام تشارلز هورمان: أضحية أمريكية، كتبه توماس هاوزر ونُشر لأول مرة في عام 1978؛ ليعاد نشره لاحقًا تحت عنوان مفقود في عام 1982.
عندما أصدرت شركة يونيفرسال ستوديوز الفيلم، رفع ناثانيال ديفيس، سفير الولايات المتحدة الأمريكية لدى تشيلي منذ عام 1971 وحتى عام 1973، دعوى تشهير بقيمة 150 مليون دولار أمريكي ضد المخرج والاستوديو، على الرغم من عدم ذكر اسمه بشكل مباشر في الفيلم (إلا أنه ذُكر في الكتاب). رفضت المحكمة في النهاية دعوى ديفيس. وسُحب الفيلم من الأسواق في أثناء الدعوى القضائية ليُعاد طرحه بعد رفض الدعوى.
في الموسم العاشر من المسلسل الدرامي الأمريكي قانون ونظام، استندت قصة نهاية الموسم «Vaya Con Dios» إلى جريمة القتل هذه.

## مذكرة وزارة الخارجية الأمريكية
أصرّت حكومة الولايات المتحدة على جهلها بهذه القضية لسنوات عديدة بعد ذلك. إلا أن واشنطن أصدرت أخيرًا في أكتوبر من عام 1999، وثيقة تعترف فيها بأن عملاء وكالة المخابرات المركزية ربما لعبوا دورًا غير مقصود في وفاة هورمان. رُفعت السرية عن مذكرة وزارة الخارجية المؤرخة في 25 أغسطس من عام 1976، في 8 أكتوبر من عام 1999، بالإضافة إلى 1100 وثيقة أخرى نشرتها وكالات أمريكية مختلفة، تناولت في المقام الأول السنوات التي سبقت الانقلاب العسكري.
كتب ثلاثة موظفين في وزارة الخارجية هم: رودي فيمبريس و ر.س. دريسكول ودبليو.في. روبرتسون وثيقة أغسطس ووجهوها إلى هاري شلودمان، وهو مسؤول رفيع المستوى في قسم أمريكا اللاتينية في الوزارة، وصفت الوثيقة قضية هورمان بأنها «شاقّة»، بالنظر إلى تقارير واردة في الصحافة وتحقيقات الكونغرس التي تزعم أن القضية تضمنت «إهمالًا من جانبنا، أو ما هو أسوأ من ذلك، تواطؤ في وفاة هورمان». وأعلنت المذكرة أن وزارة الخارجية تتحمل مسؤولية «دحض مثل هذه التلميحات بشكل قاطع دفاعًا عن المسؤولين الأمريكيين». بالرغم من ذلك، اعترفت الوزارة بأن هذه «التلميحات» بُنيت على أسس سليمة.
قال المسؤولون الثلاثة في وزارة الخارجية إن لديهم أدلة على أن «[حكومة تشيلي] بحثت عن هورمان وشعرت بالتهديد الكافي لإصدار أمر بإعدامه على الفور. ربما اعتقدت حكومة تشيلي أنه يمكن قتل هذا الأمريكي دون تداعيات سلبية من حكومة الولايات المتحدة».
استؤنف التقرير ليعلن أن الأدلة الظرفية تشير إلى أن «الاستخبارات الأمريكية لربما لعبت دورًا مؤسفًا في وفاة هورمان. أو ربما اقتصر دورها على تقديم المعلومات التي ساعدت في التحفيز على قتله على يد قائد العمليات أو تأكيدها في أحسن الأحوال، وفي أسوأها، كانت المخابرات الأمريكية مدركةً أن حكومة تشيلي تخوفت من هورمان بشكلٍ أكثر جدية إلى حد ما، وبالرغم من ذلك، لم يفعل المسؤولون الأمريكيون شيئًا لتثبيط النتيجة المنطقية لبارانويا حكومة تشيلي.
بعد نشر مذكرة وزارة الخارجية، وصفتها جويس أرملة هورمان بأنها أشبه «بمسدسٍ لا يزال الدخان يخرج من فوهته». وكانت قد سُلّمت ذات المذكرة إلى عائلة هورمان قبل أكثر من عشرين عامًا، ولكنّ وزارة الخارجية عتّمت على الفقرات المذكورة أعلاه. ولا تزال النسخة الأخيرة تحتوي على فقرات مشطوبة لأسباب تتعلق «بالأمن القومي» لكنها تكشف المزيد.
كشفت عدة وثائق أخرى صدرت في عام 1999 أن ضابط مخابرات تشيليّ، ادّعى أن عميلًا لوكالة المخابرات المركزية كان حاضرًا عندما اتخذ جنرالًا تشيليًا آخر القرار بإعدام هورمان لأنه «كان يعرف الكثير».